# Rāvaṇa

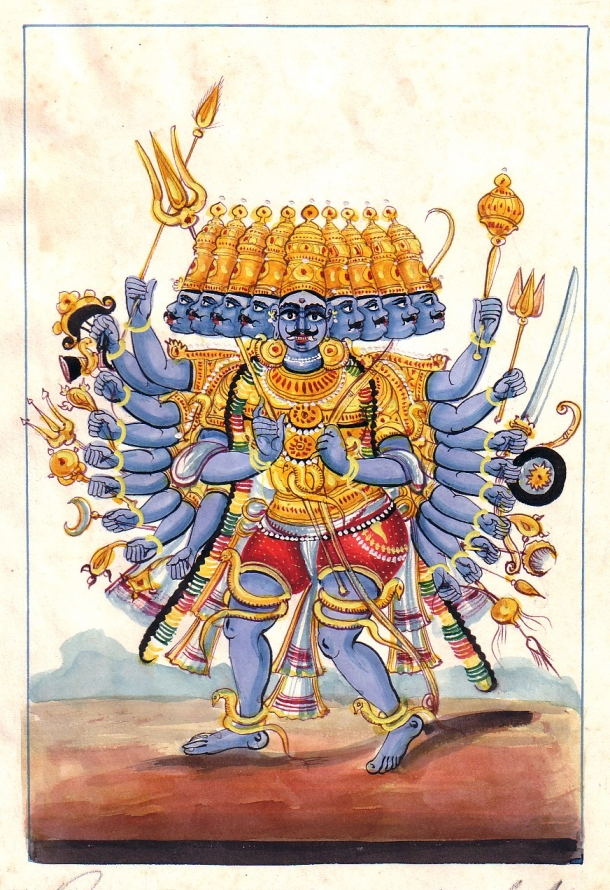
Una rappresentazione di, il re di Lanka.

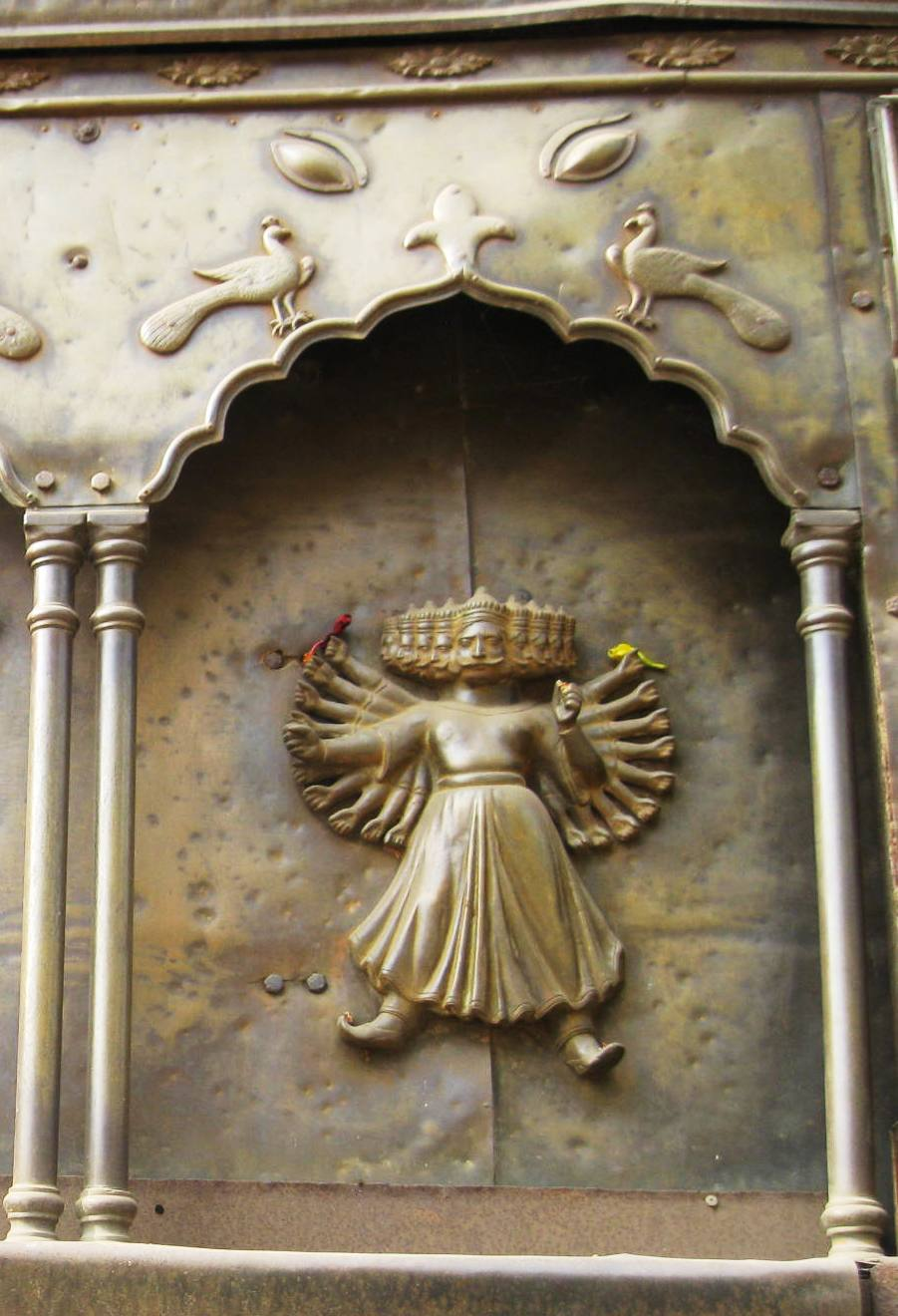
Ravana su un carro di ottone, Searsole Rajbari, West Bengal, India.

Nella mitologia induista, Rāvaṇa (devanagari रावण) fu il re che ebbe il compito di salvare Lanka dal dominio tirannico di Kewura, ed il principale avversario di Rāma, come narrato nel poema epico Rāmāyaņa.

## Vita

### Infanzia
Tempo prima che Rāvana nascesse Lanka era divisa in tre "distretti": Yakkah Gothraya, Nagah Gothra e Devah Gothra. Yakkah era un popolo combattente che non aveva paura di nulla, dal nome Yakkah che vuol dire mostro; era comandato dal re Sumali, un re saggio e abile in battaglia che regnava con l'aiuto del saggio sacerdote-veggente Pulashthi Rishi che viveva nei pressi dell'attuale Polonnaruwa. Sumali era stato costretto a nascondersi dal re Kuwera, che l'aveva battuto e ferito in battaglia e cercava invano il modo di stanarlo e ucciderlo per diventare il nuovo re di Lanka. 
Nagah era un popolo mercenario situato tra le sponde del fiume Kelani, attuale Colombo. 
Rāvaṇa nasce dal saggio Vishrawa muni e dalla principessa yakkha Pushpoth Katha, figlia di Sumali. 
Il padre di Rakha, Sumali, desidera che ella sposi il più potente tra gli esseri del mondo mortale, al fine di generare un erede eccezionale che salvi Lanka dal potere malefico inflitto su essa, e a questo scopo ella rifiuta la proposta a causa dell'avanzata età di Vishrawamuni; Pulashthi Rishi è convinto che la madre del loro futuro salvatore sia Rakha. Quindi Rakha si mette in cammino verso il palazzo di Vishrawamuni insieme alla sorella Kaikesi, che insiste nell'accompagnarla; durante il tragitto incontrano Malani, figlia del re Maninagah della stirpe Nagah, che però mente sulla sua identità per non destare sospetti sulla sua provenienza. Ella infatti era accorsa sul loro cammino dopo aver saputo che Rakha era la madre prescelta per il futuro sovrano, e Malani non avrebbe lasciato che la stirpe Yakkah prendesse il potere, quindi il suo piano sarebbe stato uccidere Rakha e poi sposare Vishrawamuni e diventare la madre di Ravana. La stirpe Yakkah tuttavia ignora il fatto che Pushpoth Katha, figlia di Sumali e sorella gemella di Kaikesi, sia ancora viva e si nasconda nella foresta; ella infatti era stata allontanata dal palazzo reale fin dalla tenera età affinché la profezia maledetta sul suo conto non si avverasse. Ella aveva vissuto nel territorio Yakkha insieme alla guardia del corpo Katha, che le aveva insegnato a combattere e difendersi abilmente. Pushpoth Katha ad un certo punto aveva deciso che era ora che rivedesse la sua famiglia, quindi ella si era messa in cammino verso la fortezza dove Sumali e tutta la famiglia reale era nascosta dal terribile Kuwera. Nonostante Rakah avesse acconsentito all'unione fra lei e Vishrawamuni, si scopre che lei non sarà la madre del salvatore Ravana, ebbene sarà Poshpoth Katha a dare alla luce il futuro re, Ravana; tutti questi dettagli vengono a galla quando Poshpoth Katha completamente sfinita arriva al palazzo di Vishrawamuni e viene ricoverata in infermeria, mentre ella si trova priva di sensi Vishrawamuni le fa visita e mentre le tiene la mano percepisce delle sensazioni che gli rivelano che è lei la madre di Rawana. Le incombenze sulla nascita del primogenito di Poshpoth Katha sono tante tra cui il auto-proclamato re Kuwera che cerca in tutti i modi di uccidere Poshpoth Katha; ad un certo punto credono fermamente che Poshpoth Katha sia morta perché trovano la sua collana su delle rocce insieme a dei resti carbonizzati. Dopo varie ricerche fatte da Kalanemi, figlio prodigo di Sumali e discepolo di Pulashthi Rishi, attraverso la meditazione, ha delle visioni di Poshpoth Katha dentro ad una grotta circondata da serve. Quando Kalanemi va a chiedere spiegazioni da Pulashthi Rishi, egli gli dice che Poshpoth Katha si trova in una grotta vicino al loro antico palazzo reale insieme a Tadakah, sorella di Sumali anche lei esperta di meditazione, e le sue serve-aiutanti-guerriere. Ciononostante Kalanemi non è calmo, si sente che Poshpoth Katha ha bisogno d'aiuto e quindi decide di andare a salvare la sorella. Sumali, saputo che sua figlia è ancora viva, esce dal suo nascondiglio nella grotta e attraverso dei passaggi segreti sottoterra riesce a raggiungere Poshpoth Katha, secondi prima che ella dia alla luce Rawana. Nell'antichità i nomi dei sovrani venivano assegnati durante la cerimonia dei nomi, dove i nomi dei neonati venivano decisi da Pulashthi Rishi che sapeva prevedere il futuro; durante quella cerimonia quando Pulashthi Rishi sta per dare il nome Ravana al figlio di Malani, Poloshpoth Katha e Kalanemi appaiono col bambino in braccio. Rāvaṇa, primogenito della coppia, è dunque sia asura che brahmino, e poiché nasce con dieci teste viene chiamato Dasagriva ("dalle dieci teste") o Dasamukha ("dalle dieci facce"); avrà come fratelli, i due gemelli Kumbhakarna e _______ , il fratellastro Vibhīshaṇa , e la sorellastra Sūrpanakhā.
Viśrava comprende che nonostante il carattere aggressivo e arrogante suo figlio ha eccezionali doti di studioso, e si prodiga a insegnargli i Veda e tutti i testi sacri, oltre a tutto ciò che serve a uno kṣatriya (la casta militare e reale).

### Re di Lanka
A conclusione dei suoi studi, Rāvaṇa inizia una lunghissima cerimonia di penitenza in onore di Shri Brahmā, il quale infine gli appare per compensare i suoi sforzi. Rāvaṇa chiede l'immortalità, ma scopre che non gli può essere concessa, e allora chiede di non poter essere ferito né ucciso da alcun dio o essere celestiale, da alcun demone, serpente o bestia selvaggia; nel suo disprezzo per gli umani non chiede protezione da essi. Brahmā acconsente, e gli concede anche poteri magici e conoscenza delle armi divine.
Forte del potere ottenuto, Rāvaṇa si reca dal nonno Sumali, che ha un regno negli Inferi, e si mette alla testa del suo esercito per muovere guerra al fratellastro Kubera, deva del Nord (Lokapāla) e tesoriere degli dei; pur essendo Kubera nato da un precedente matrimonio di Viśrava, egli aveva sempre volentieri condiviso le sue fortune con i fratellastri, ma Rāvaṇa pretende da lui il suo intero regno di Lanka, e minaccia di impossessarsene con la forza. Su consiglio del padre, che gli fa notare come essendo egli un essere celestiale non può vincere contro Rāvaṇa, in virtù della protezione offertagli da Brahmā, Kubera abdica in favore di Rāvaṇa.
Nonostante la sua ascesa al trono sia illegittima, il suo regno viene descritto come benevolo e positivo; sotto il suo governo Lanka conosce un periodo di grande ricchezze e prosperità, e il popolo non soffre mai la fame.

### Imperatore dei Tre Mondi
Dopo la sua conquista di Lanka, Rāvaṇa incontra Shri Śiva sul suo eremo sul monte Kailāśā (oggi Kangrinboqê, in Tibet). Non sapendo che fosse il monte a lui sacro, infatti, cerca di caricarlo su un carro; Śiva, infastidito dalla sua arroganza, spinge giù il monte con un dito, e schiaccia Rāvaṇa sotto di essa; quando i suoi seguaci lo informano, Rāvaṇa si pente e compone canzoni in onore del dio, venerandolo a lungo, finché Śiva impietosito lo libera dalla sua prigione, e gli concede ulteriore forza e la spada di luna (chandrahas), immensamente potente. Rāvaṇa da parte sua diventa devoto del dio e della sua consorte, che onora con la danza Śiva Tandava Strota, (una forma di stuti).
Grazie al nuovo potere appena acquisito, Rāvaṇa si imbarca in una serie di campagne militari, conquistando regni umani, celesti e demoniaci; avendo unificato l'Oltretomba sotto un unico regno, vi pone sul trono suo figlio Ahiravana. Dopo aver stretto un'alleanza con gli invincibili asura Nivatakavacha e Kalakeya, e dopo aver conquistato un gran numero di regni del mondo mortale, celebrando le dovute cerimonie assume la corona di Imperatore. Quando il fratellastro Kubera lo rimprovera per la sua crudeltà Rāvaṇa, infuriato, muove guerra ai cieli, vincendo in battaglia i deva e umiliando Kubera: avendo assunto il controllo su deva, asura e mortali, si proclama Imperatore dei Tre Mondi.
All'inizio del Rāmāyaṇa egli ormai domina tutto e tutti, e si dice che possa comandare il sorgere e il tramontare del sole.

### Rapporto con le donne
Rāvaṇa dimostra con le donne la stessa arroganza e aggressività che applica nelle sue conquiste militari; ha diverse mogli, l'ultima delle quali è Mandodari, principessa di Mandore, figlia di un asura e di un'apsara, famosa per la sua grazia e la sua saggezza oltre che per la sua bellezza; mantiene inoltre un folto harem, composto dalle donne che ha fatto schiave nelle sue innumerevoli conquiste. Qualunque donna non ceda alle sue lusinghe, la prende con la forza. Due incontri, in particolare, segneranno il suo destino e la sua fine.

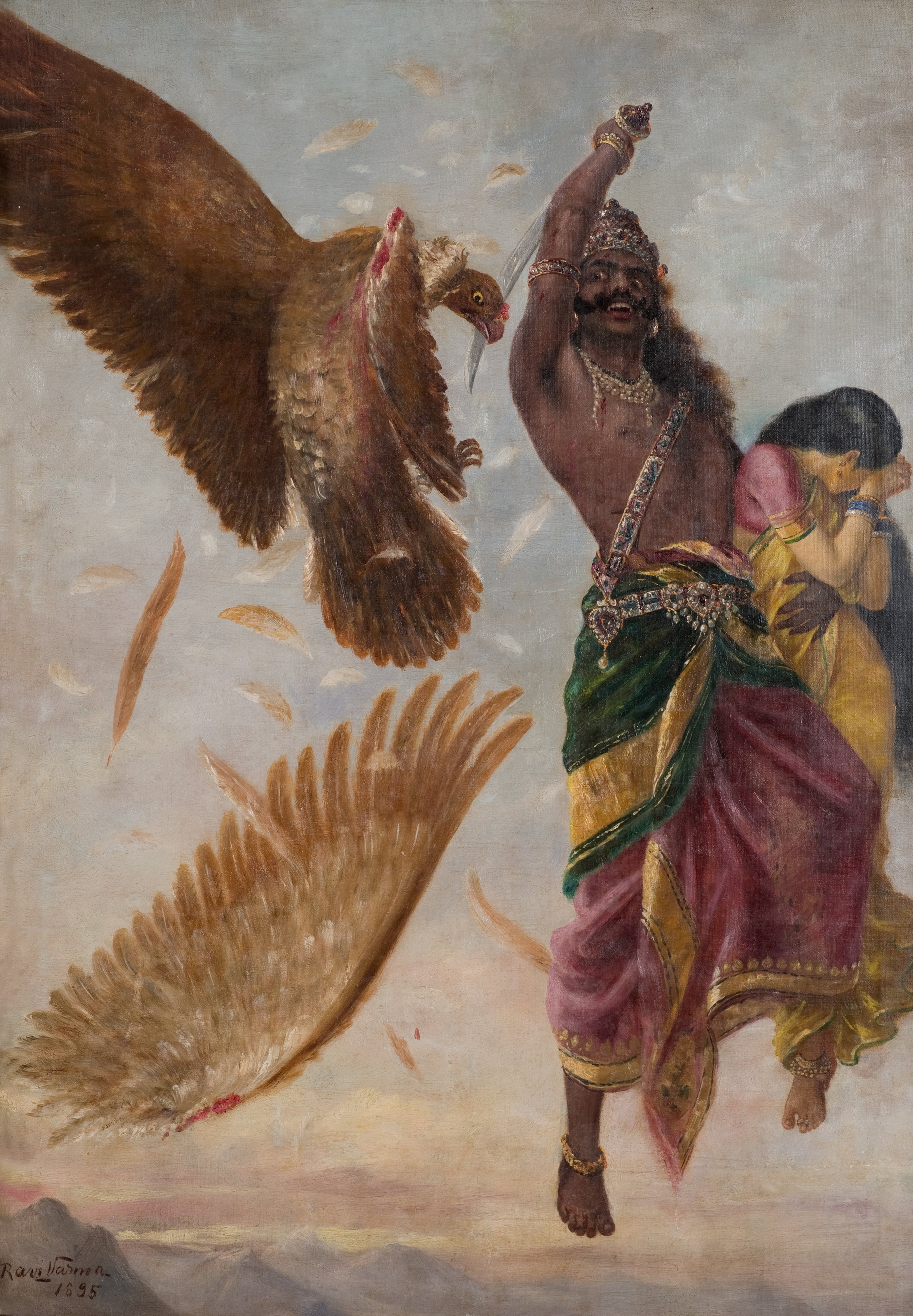
Ravana mentre rapisce Sītā, uccidendo Jathayu.

Il primo errore di Rāvaṇa sarà l'essersi invaghito di una fanciulla di nome Vedavati. Egli l'incontra in un eremo, dove ella medita e venera Shri Viṣṇu, che desidera incontrare e sposare, ed è rapito dalla sua bellezza e dalla sua purezza; ma lei rifiuta le sue attenzioni, e Rāvaṇa la prende con la forza, rompendo la sua castità e distruggendo il suo sogno di sposare il dio, e la fanciulla si suicida in una pira sacrificale, giurando che sarebbe tornata per causare la sua morte. Secondo la leggenda ella rinascerà come Sītā, sposa di Rāma (e quindi di Viṣṇu), e poiché egli si invaghirà di lei anche in questa forma ne conseguirà la sua lotta con l'avatar del dio, e la sua inevitabile sconfitta.
Un altro suo errore sarà l'aver molestato l'apsara Rambha, che si rivelerà essere stata la promessa sposa del figlio di Kubera; costui lancia perciò su di lui una pesante maledizione: se mai Rāvaṇa prenderà ancora con la forza una donna, la sua testa cadrà. Questa maledizione sarebbe il motivo per cui Sītā riuscì a rimanere casta anche durante la lunga prigionia (quasi un anno) nel castello di Rāvaṇa.

## Interpretazioni
Nel Rāmāyaņa, Rāvaṇa è descritto come un re benevolo col suo popolo, come già Re Bali, il precedente re dei Tre Mondi, che Viṣṇu aveva sconfitto con un suo precedente avatar (Vāmana) ma a cui aveva concesso di dominare ancora il mondo in un altro yuga; inoltre è ardente devoto di Śiva, e a dispetto della sua arroganza è un ottimo brahmino. La sua caratterizzazione nel Rāmāyaņa tende a illustrare i pericoli della lussuria e dell'arroganza, più che una figura di "cattivo" in senso assoluto.
Il concetto di un Rāvaṇa "buono" è però fortemente contestata nel mondo induista; presso la setta induista Ayyavazhi del Tamil Nadu, addirittura, Rāvaṇa incarna il male assoluto, in accordo ai principi della setta, che accanto alle incarnazioni del Bene (Viṣṇu) ritiene vi siano delle incarnazioni del Male (Kroni) che gli avatar devono combattere.

## Altre tradizioni
Il Rāmāyaņa non è l'unico testo religioso che parla di Rāvaṇa; nel Bhāgavata Purāṇa, Rāvaṇa e suo fratello Kumbhakarna sono la reincarnazione di Jaya e Vijaya, custodi dei cancelli di Vaikunta, residenza di Viṣṇu, che furono maledetti da dei monaci a cui avevano rifiutato l'ingresso, e reincarnati per la loro insolenza; Viṣṇu intervenne per moderare la loro maledizione, e chiese loro se preferissero reincarnarsi sette volte come suoi fedeli o tre volte come suoi nemici. Volendo tornare alle loro mansioni il prima possibile, i due fratelli scelsero la strada più breve ma più difficile.
Nella prima rinascita, Jaya e Vijaya rinacquero come Hiranyakashipu e Hiranyaksha, e Viṣṇu si incarnò come Varāha e Narasiṃha e li uccise entrambi; nel Treta Yuga come Rāvaṇa e Kumbhakarna, e Viṣṇu li uccise come Rāma; infine nel Dwapara Yuga, Jaya e Vijaya nacquero come Śiśupala e Dantavakra per essere da lui uccisi come Krishna. Dopo le tre rinascite e le tre uccisioni, tornarono al Vaikunta.